# Brezje Miholečko
Brezje Miholečko – wieś w Chorwacji, w żupanii kopriwnicko-kriżewczyńskiej, w gminie Sveti Petar Orehovec. W 2011 roku liczyła 151 mieszkańców.